# Vodunce
Vodunce ou vodúnsi (em fon, vodu-asé) é a pessoa consagrada ao vodu, no candomblé jeje e no tambor de mina. Os vodúnsis da família de Dã são chamados de mejitó, enquanto que os da família de Caviungo do sexo masculino são chamados de doté e os do sexo feminino de doné.

## Hungebê
Na obrigação de sete anos, o vodunce recebe o hungebê, fio de contas considerado sagrado (pois vai acompanhá-lo até depois da morte), passando a ser um sacerdote ou sacerdotisa. O humgebê deve ser entregue na iniciação do neófito, mas algumas casas adotaram o método de dá-lo apenas após sete anos de iniciação.